# ایلهوتا
ایلهوتا (به پرتغالی: Ilhota) یک منطقهٔ مسکونی در برزیل است که در سانتا کاتارینا واقع شده‌است. ایلهوتا ۱۴٬۳۵۹ نفر جمعیت دارد.